# La Vidéo de la honte
Pour plus de détails, voir Fiche technique et Distribution.
La Vidéo de la honte (Betrayed at 17) est un téléfilm américain réalisé par Doug Campbell, diffusé le 9 octobre 2011 sur Lifetime.

## Synopsis
Lexi Ross, lycéenne de 17 ans, est passionnée de littérature. Contrairement à la jolie Carleigh Taylor, elle n'est pas la fille la plus populaire de l'établissement. D'ailleurs, Carleigh le lui fait sentir en se comportant comme une peste avec elle. Un jour, Greg, l'ex-petit ami de Carleigh, parie avec son meilleur ami Jared qu'il réussira à séduire Lexi et à passer la nuit avec elle. Greg réussit parfaitement son affaire et filme Lexi à son insu. Lorsque Carleigh découvre la vidéo, elle l'envoie à tout le lycée. Lexi, bouleversée lorsqu'elle l'apprend, s'enfuit d'une fête en courant, se fait renverser et meurt sur le coup. Greg devra prouver à tout le monde que ce n'est pas lui qui a envoyé la vidéo…

## Fiche technique
- Titre original : Betrayed at 17
- Réalisation : Doug Campbell
- Scénario : Christine Conradt, d'après une histoire de Ken Sanders
- Producteurs exécutifs : Robert Ballo et Pierre David
- Produit par : Shadowlands Productions
- Décors : Alan Farkas
- Montage : Bob Joyce
- Costumes : Jennifer Garnet Filo
- Casting : Jeff Hardwick
- Musique : Steve Gurevitch
- Photographie : Akis Konstantakopoulos et Robert Ballo
- Pays d'origine :  États-Unis
- Langue originale : anglais
- Format : couleur — 2,35:1 — son Dolby
- Genre : drame
- Durée : 88 minutes (1 h 28)

## Distribution
- Alexandra Paul (VF : Véronique Augereau) : Michelle Ross
- Jake Thomas (VF : Juan Llorca) : Shane Ross
- Katie Gill (VF : Kelly Marot) : Carleigh Taylor
- Paula Trickey (VF : Brigitte Virtudes) : Brenda Garrett
- Amanda Bauer (VF : Camille Donda) : Lexi Ross
- Andy Fischer-Price (VF : Jim Redler) : Greg Nickels
- Derek Phillips (VF : Julien Chatelet) : le détective Morris
- Joe Penny (VF : Patrick Poivey) : John Taylor
- Blaise Embry (VF : Hervé Grull) : Jared Fostmeyer
- Nicole Cannon : Gina Wilson
- Veralyn Jones (VF : Françoise Vallon) : Janet Wilson
- Charles Hoyes : Trent LeClure
- August Emerson (en) : Cullen
- Derek Thompson : Dr Patterson
- Galadriel Stineman : Brooke Brandeis
- Christopher Kriesa : l'inspecteur Vincent

 Source et légende : version française (VF) sur RS Doublage et selon le carton de doublage télévisuel.